# Regiões humanas aceleradas
Regiões aceleradas humanas (Human accelerated regions ou HARs em inglês), descritas pela primeira vez em agosto de 2006, são um conjunto de 49 segmentos do genoma humano que são conservados ao longo da evolução dos vertebrados, mas são notavelmente diferentes nos humanos. Eles são nomeados de acordo com seu grau de diferença entre humanos e chimpanzés (HAR1 mostrando o maior grau de diferenças). Encontradas por varreduras em bancos de dados genômicos de várias espécies, algumas dessas áreas altamente mutantes podem contribuir para características específicas do ser humano. Outras podem representar perda de mutações funcionais, possivelmente devido à ação da conversão gênica tendenciosa em vez de evolução adaptativa.
Vários dos HARs englobam genes conhecidos por produzir proteínas importantes no neurodesenvolvimento. HAR1 é um trecho de 106 pares de bases encontrado no braço longo do cromossomo 20 sobreposto com parte dos genes de ARN HAR1F e HAR1R. HAR1F é ativo no cérebro humano em desenvolvimento. A sequência HAR1 é encontrada (e conservada) em galinhas e chimpanzés, mas não está presente em peixes ou sapos que foram estudados.

## Genes associados a HAR
- HAR01: HAR1F &amp; HAR1R
- HAR02: CENTG2 incluindo HACNS1
- HAR03: MAD1L1
- HAR04:
- HAR05: WNK1
- HAR06: WWOX
- HAR07:
- HAR08: POU6F2
- HAR09: PTPRT
- HAR10: FHIT
- HAR11: DMD
- HAR12: EBF
- HAR20: PPARGC1A
- HAR21: NPAS3 - associação com transtornos psiquiátricos
- HAR23: MGC27016
- HAR24: SCAP2
- HAR28: LPHN4
- HAR31: AUTS2
- HAR33: TBC1D22A
- HAR38: ITPR1
- HAR40: ZBTB16
- HAR43: AGBL4
- HAR44: FHIT
- HAR45: POLA
- HAR47: KLHL14